# David Marraud
Pour les articles homonymes, voir Marraud.
 3 matches
David Marraud est un footballeur français, né le 3 août 1964 à Jonzac. Il évoluait au poste de gardien de but au FC Nantes.

## Biographie
Pour l'anecdote, c'est David Marraud qui encaisse le premier but de Zinédine Zidane en 1er division, lors du match Cannes-Nantes, le 10 février 1991.
Après sa carrière de footballeur, il est entraîneur des gardiens de but du FC Nantes et entraîneur adjoint de ce même club. En février 2002, après deux semaines de stage au CTNFS de Clairefontaine, il est diplômé du brevet d'État d'éducateur sportif 2e degré (BEES 2). Il entraîne ensuite le club de Cognac (CFA2) de 2008 à 2011. Depuis 2012, il est le Directeur Technique du Pôle Espoir fédéral de préformation à Castelmaurou (Toulouse). Il est titulaire du certificat de Formateur, d'entraineur des gardiens de but et du DEPF (Diplôme d'Entraîneur Professionnel de Football).

## Carrière
- 1982-1985 : INF Vichy  France
- 1985-1996 : FC Nantes  France
- 1996-1997 : Perpignan FC  France[2]

## Entraîneur
- 1998-2003 : Entraîneur-adjoint du FC Nantes (Ligue 1)  et responsable des gardiens de but de la Préformation, de la Formation et de l'équipe A
- 2003-2005 : Entraîneur-adjoint et responsable des gardiens de buts de l'équipe A du FC Nantes (Ligue 1)
- 2006-2008 : Entraîneur-adjoint et responsable des gardiens de buts de l'équipe A de l'AC Ajaccio (Ligue 2)
- 2008-2011 : Entraîneur de Cognac (CFA 2)
- 2012 à 2022 : Directeur Technique du Pôle Espoir fédéral de Castelmaurou (Toulouse)
- Depuis 2022 en football : Directeur du Pôle espoirs fédéral de Saint Sébastien sur Loire (Nantes)

## Palmarès Joueur
- Champion de France en 1995 avec le FC Nantes
- Champion de France de Division 4 en 1984 avec l'INF Vichy
- Finaliste de la Coupe de France en 1993 avec le FC Nantes
- 1/2 Finaliste de la Ligue des Champions en 1996 avec le FC Nantes (contre la Juventus de Turin)

## Palmarès Entraîneur
- Vainqueur de la Coupe de France 1999 (contre Sedan) et 2000 (contre Calais) avec le FC  Nantes ainsi que le Trophée des Champions 1999 et 2000 en tant qu'adjoint de Raynald Denoueix avec Georges Eo.
- Champion de France 2001 avec le FC Nantes en tant qu'adjoint de Raynald Denoueix avec Georges Eo.
- Champion d'Europe des moins de 17 ans en 2015 avec l'équipe de France des moins de 17 ans, en tant qu'adjoint de Jean-Claude Giuntini avec Franck Boschetti.
- Participation et médaillé de Bronze à la CAN en 2012 (3e) avec le Mali, en tant qu'adjoint d'Alain Giresse avec Raymond Camus et Pathé Diallo.
- Médaille de bronze à la coupe du monde u17 au Brésil en 2019 avec la sélection FFF adjoint avec franck Boschetti au sélectionneur Jean Claude Giuntini.